# جزایر کرمادک

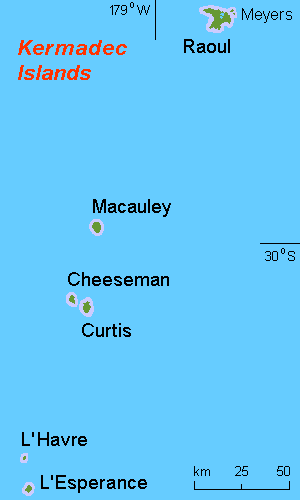

جزایر کرمادک (به انگلیسی: Kermadec Islands) جزایری متعلق به کشور نیوزیلند در منطقه اقیانوس آرام جنوبی و در فاصله ۱۰۰۰-۸۰۰ کیلومتری شمالشرقی جزیره شمالی نیوزیلند قرار گرفته است.
این جزایر ۳۳ کیلومتر مربع مساحت دارد و در حال حاضر خالی از سکنه می‌باشد. در قرن چهاردهم میلادی مردم پلی‌نزی اولیه ساکنین این جزایر بودند